# Ökrös Oszkár
Ökrös Oszkár (Szolnok, 1957. május 21. – Budapest, 2018. január 15.) Kossuth-díjas cimbalomművész, a 100 Tagú Cigányzenekar szólistája.

## Életpályája
Zenész családban született, hatéves korától kezdve nagyapja tanította cimbalmon játszani. Nyolcévesen a Magyar Televízió népzenei versenyének nyertese lett hangszeres szólista kategóriában. Tízévesen miniszteri engedéllyel megkezdhette tanulmányait a Konzervatóriumban. Az iskolát elvégezve a neves népi együttesekkel (Budapesti Népi Együttes, Magyar Állami Népi Együttes, Honvéd Együttes) bejárta az egész világot; koncertezett az Egyesült Államokban, Vietnámban, de még Ausztráliában is. 1974-ben, szólistaként meghívták II. Erzsébet angol királynő születésnapi ünnepségére a londoni Palladiumba, ahol Josephine Baker, Tom Jones és Roger Moore társaságában játszhatott. Tizenöt éves kora óta a Magyar Rádió és a Magyar Televízió szólistája. Önálló felvételei 1990-ben (A cimbalom varázslója) és 2002-ben (A cimbalom Paganinije) jelentek meg, de számos felvétel készítésénél szerepelt közreműködőként is. Pályafutása során a leghíresebb prímásokkal játszott együtt, zenélt a Budapesti Fesztiválzenekarral is, közreműködött annak több felvételén. A 100 Tagú Cigányzenekar elnökségi tagja, cimbalom szólamvezetője és szólistája volt. A zenekar tagjaként fellépett már a lisszaboni világkiállításon, Hollywoodban, az amszterdami Concertgebouw-ban és a párizsi Palais des congrès-ben. A kritikusok „A cimbalom Liszt Ferenc”-ének nevezték.

## Díjai, elismerései
- Magyar Köztársasági Ezüst Érdemkereszt (1995)
- Magyar Köztársasági Arany Érdemkereszt (2001)
- A Magyar Érdemrend lovagkeresztje (2013)
- Kossuth-díj (2015)